# 墨田区立押上小学校
墨田区立押上小学校（すみだくりつおしあげしょうがっこう）は東京都墨田区にある区立小学校。

## 沿革
1999年に旧第二吾嬬小学校・旧西吾嬬小学校・旧文花小学校が統合し、開校した。
校舎は旧西吾嬬小学校を仮校舎としていたが、2001年新校舎に移転した。
校歌は開校時に作られた。作詞・作曲ともに渡辺茂。

### 年表
- 1999年（平成11年）
  - 4月 - 旧第二吾嬬小学校・旧西吾嬬小学校・旧文花小学校が統合され、押上小学校として開校。旧西吾嬬小学校校舎を仮校舎とする。校章・校旗・校歌制定。第1回入学式挙行。最初の新入生73名で、この73名を含め全校児童数506名でスタートを切った。
  - 6月 - 開校記念日。押上小開校記念式典挙行。
- 2000年（平成12年）
  - 3月 - 第1回卒業式挙行。最初の卒業生は108名。
  - 4月 - 墨田区学校運営協議会モデル校となる。
  - 11月 - 第39回全日本学校歯科優良校受賞。
- 2001年（平成13年）
  - 4月 - 新校舎へ移転。
  - 5月 - 新校舎落成式典挙行。
- 2003年（平成15年）
  - 5月 - 特色ある学校づくり研究校となる。
  - 12月 - 東京都学校給食優良校表彰。
- 2004年（平成16年）
  - 3月 - 墨田区屋上緑化モデル校となる。
  - 4月 - 特色ある学校づくり協力校となる。
- 2005年（平成17年）3月 - 2学級増に伴う教室整備。
- 2006年（平成18年）
  - 2月 - 屋上ビオトープ2期工事。
  - 8月 - 校庭大改修。
- 2007年（平成19年）
  - 3月 - 屋上ビオトープ3期工事。
- 2008年（平成20年）4月 - 特色ある学校づくり推進校となる。
- 2011年（平成23年）4月 - 特色ある学校づくり推進校となる。
- 2012年（平成24年）4月 - 特色ある学校づくり推進校となる。
- 2014年（平成26年）
  - 4月 - 特色ある学校づくり推進校となる。
  - 8月 - 体育館床改修工事。
- 2015年（平成27年）4月 - 特色ある学校づくり推進校となる。
- 2016年（平成28年）4月 - 特色ある学校づくり推進校となる。
- 2017年（平成29年）8月 - 校舎外壁改修工事。
- 2018年（平成30年）
  - 3月 - 東京都体力向上推進優秀校表彰。
  - 4月 - 特色ある学校づくり推進校となる。
  - 8月 - 校舎外壁改修工事。
- 2019年（令和元年）
  - 8月 - 校庭改修工事。
  - 10月 - 開校20周年記念式典挙行。
- 2024年（令和6年）
  - 7月 - ランチルーム改修工事。
  - 12月 - 開校25周年記念式典挙行。

### この節の出典
- 押上小学校沿革（学校ホームページ内）

## 通学区域
- 押上1丁目（1番72号～16番、20番～30番、36番～43番、48番）、押上2丁目（27番～29番、34番2号～6号、36番2号～11号、39番～43番）、押上3丁目（全域）、文花1丁目（全域）、文花2丁目（11番～19番）[1]

## 交通
- 東京メトロ半蔵門線・東武伊勢崎線・京成押上線・都営地下鉄浅草線押上駅下車徒歩10分

## 学校周辺
- 共愛館保育園 - 墨田区道をはさんで敷地が隣接。
- 押上第一児童公園 - 墨田区道をはさんで敷地が隣接。
- 押上第二児童公園
- 東武亀戸線 - ただし、線路が通るだけで、学校付近に駅は無い。